# Ludwig Quessel
Ludwig Quessel (né le 1er juillet 1872 à Königsberg et mort le 14 février 1931 à Darmstadt) est un journaliste, publiciste et homme politique allemand.

## Biographie
Le père de Quessel est un ouvrier non qualifié. Après l'école primaire, il fait lui-même un apprentissage d'assistant horloger. Son développement éducatif ultérieur n'est pas clair. Il reprend ses études en 1898 et obtient un doctorat en sciences politiques à l'université de Zurich en 1903. Depuis, il travaille comme employé de journaux et magazines sociaux-démocrates et bourgeois. En 1907, il devient rédacteur en chef de l'organe SPD Hessischer Volksfreund et employé permanent du Sozialistische Monatshefte (de). Il est responsable de la politique étrangère. Il travaille également pour des journaux à Königsberg, Dantzig, Offenbach-sur-le-Main, Stettin et Darmstadt. Il écrit de nombreux essais et écrits sur des questions politiques et sur les sciences populaires et sociales. À Königsberg, il fondé le club de lecture Kant. Membre du SPD depuis 1890, il est élu au Reichstag en 1912. Il siège à l'Assemblée nationale de Weimar en 1919/20 puis au Reichstag jusqu'en 1930. Il décède à l'âge de 58 ans.

## Travaux
- Der Anspruch des Judentums auf national-kulturelle Wirksamkeit. In: Neue Jüdische Monatshefte, Jg. 1, Heft 2, 25. Oktober 1916, S. 29–34.
- Der moderne Sozialismus. Ullstein 1919.
- Die Philosophie des Gebärstreiks, in: Sozialistische Monatshefte, 25 (1913), S. 1609–1616.